# У Бомгон
У Бомгон (кор. 우범곤, нар. 24 лютого 1955 — пом. 27 квітня 1982) — південнокорейський поліцейський, який у квітні 1982 року здійснив велике масове вбивство. До терактів норвежця Андерса Берінга Брейвіка злочин У Бомгона вважався найбільшим за кількістю жертв за всю історію криміналістики.

## Біографія
До 1978 року У Бомгон служив у морській піхоті Південної Кореї. Після звільнення з армії він переїхав в провінцію Кенсан-Намдо і в грудні 1980 року влаштувався на роботу в поліцію. А через рік, в грудні 1981, перевівся в сусіднє відділення поліції — Кунню.

## Вбивства
Зранку 26 квітня 1982 року У Бомгон був не в настрої і розлючений прийшов до поліцейського відділку, де випив чималу кількість спиртного. За порадою начальника близько 16:00 він попрямував додому. Близько 19:30 він побив свою дружину і меблі в будинку після чого попрямував назад у відділ. Черговий, попри стан Бомгона, пустив його в збройову кімнату, де поліцейський взяв 7 ручних гранат, 2 карабіни М1 і 200 патронів.
Виходячи звідти, Бомгон кинув гранату в групу поліцейських, що йшли йому на зустріч. Вибухом вбило одну і поранило трьох людей. Також Бомгон вистрілив у двох поліцейських біля патрульної машини і важко поранив їх. Близько 21:30 поліцейський-вбивця почав стріляти в людей на ринку в селі Торон. Там він поранив кількох, після чого попрямував до сусіднього села Кунню, де зайшов до поштового відділення і застрелив трьох телефонних операторів. Потім зіпсував зв'язок, перерізавши дроти, щоб ті, хто залишиться в живих, не змогли викликати поліцію. Потім Бомгон почав розстрілювати перехожих і кинув дві гранати у вікна будинків. Ще в двох селах — Унге і Пхйончхон — Бомгон вбив 42 людини (значною мірою завдячуючи тому, що ті пускали його в будинку, оскільки бачили на ньому форму поліцейського). Також стрілець вбив 16-річного підлітка, щоб забрати його напій. Вбивства У Бомгона тривали вісім годин, за цей час він пройшов п'ять сіл провінції.
Близько 5 години ранку 27 квітня 1982 року Бомгон, у якого на той час залишилося тільки дві гранати, забіг до хати 68-річного Зі Інсу. Коли поліція оточила будинок, Бомгон з криком «Мансе!» підірвав себе. Сам господар будинку отримав кілька поранень осколками гранати, а три члени його сім'ї загинули під час вибуху. Всього в результаті бійні загинуло 57 осіб. Ще 35 отримали поранення.

## Наслідки
Згодом влада заявила, що У Бомгон страждав комплексом неповноцінності. Також влада провінції звільнила і заарештувала трьох співробітників поліції за виявлену недбалість, в тому числі начальника відділку поліції, де служив Бомгон, що не віддав жодних відповідних розпоряджень, коли йому повідомили про те, що Бомгон в стані алкогольного сп'яніння викрав зі збройової велику кількість зброї і боєприпасів. А також чергового, який, попри стан Бомгона, пустив його в збройову кімнату і випустив з арсеналом зброї в руках.